# Ismailia
Ismaïlia (tiếng Ả Rập: الإسماعيليي Al Isma'iliyah), một thành phố ở Đông Bắc Ai Cập, là tỉnh lỵ của tỉnh Ismailia bên hồ Timsah, gần Địa Trung Hải. Thành phố đã được kỹ sư người Pháp Ferdinand de Lesseps thiết kế năm 1863 để làm một căn cứ hoạt động trong quá trình xây dựng Kênh đào Suez. Ismailia được đặt tên theo Isma'il Pasha, phó vương Ai Cập.
Quân đội Israel đã nã pháo vào thành phố sau cuộc chiến tranh Ả Rập-Israel 1967, khiến một phần lớn dân số của thành phố phải sơ tán.